# Рёхта
Рехта (в верховье Летняя) — река в России, протекает по Виноградовскому району Архангельской области. Устье реки находится в 4 км по правому берегу двинской протоки Барчаха (Борчанка). Длина реки составляет 18 км.
Правые притоки — река Зимняя и ручей из озера Борецкое.
В двух километрах ниже по течению Северной Двины находится устье реки Тёда. В устье реки находится деревня Фалюки Борецкого сельского поселения.
В 1973 году через Рехту в Фалюках был построен высоководный мост, простоявший до 2007 года.

## Данные водного реестра
По данным государственного водного реестра России относится к Двинско-Печорскому бассейновому округу, водохозяйственный участок реки — Северная Двина от впадения реки Вычегда до впадения реки Вага, речной подбассейн реки — Северная Двина ниже места слияния Вычегды и Малой Северной Двины. Речной бассейн реки — Северная Двина.
Код объекта в государственном водном реестре — 03020300112103000027845.